# Servaes Huys
Jozef Servaas (Servaes) Huys (Grubbenvorst, 26 maart 1940 – aldaar, 22 november 2016) was een Nederlands politicus van de PvdA.
Huys volgde twee opleidingen, sociale pedagogiek en staatsinrichting. Geen van beide voltooide hij. Huys was rooms-katholiek opgevoed en volgde een bisschoppelijke Kweekschool voor onderwijzers. Hij ging in 1973 over naar het humanisme. Hij werkte twee jaar als onderwijzer en vervolgde van 1965 tot 1969 zijn carrière als vormingswerker. Van 1969 tot 1975 was hij zelf directeur van een vormingscentrum. Hij overlapte deze baan als lid van de gemeenteraad van Grubbenvorst, waar hij actief was tot 1978. Hierna werkte hij drie jaar als leraar op een school voor Lager economisch en administratief onderwijs (LEAO).
Van juli 1978 tot juni 1986 was hij lid van Provinciale Staten van Limburg, naast zijn werk als parttime-directeur van het Vormingscentrum voor Werkende Jongeren (VWJ). Vervolgens was hij tot 19 mei 1998 lid van de Tweede Kamer namens de PvdA. Zijn specialisaties waren landbouw, visserij en onderwijs. Hiernaast was hij voorzitter van meerdere organisaties, waaronder het Faunafonds (1999-2011) en de landinrichtingscommissie Peelvenen (1999-2010).
Huys werd in 1998 benoemd tot Ridder in de Orde van Oranje-Nassau.

## Bron
- De informatie op deze pagina, of een eerdere versie daarvan, is geheel of gedeeltelijk afkomstig van www.parlement.com.  Overname was tot 1 februari 2016 toegestaan met bronvermelding.

- Biografisch Portaal: 08031996
- Parlement.com: vg09lloa0txu